# Plagiobothrys torreyi
Plagiobothrys torreyi là loài thực vật có hoa trong họ Mồ hôi. Loài này được (A. Gray) A. Gray miêu tả khoa học đầu tiên năm 1885.